# NGC 1986
NGC 1986 je otvoreni skup u zviježđu Stolu. 

## Vanjske poveznice
- SEDS: NGC 1986